# Čarobnjak iz Oza (1939.)
Čarobnjak iz Oza je američki fantastično-glazbeni film iz 1939., studija Metro-Goldwyn-Mayer. Redatelj je bio Victor Fleming, a glavni glumci Judy Garland, Frank Morgan, Ray Bolger, Bert Lahr, Jack Haley, Billie Burke, Margaret Hamilton i Clara Blandick. Temelji se na knjizi L. Frank Bauma, Čarobnjak iz Oza. Film je snimljen u boji, s neviđenim posebnim efektima za to doba. Tijekom godina je postao vrlo poznat i popularan. Naslovna pjesma, "Over the Rainbow", također je postala poznata. Ostvaren je prihod od 16.538.431 dolara.

## Radnja
Djevojčica Dorothy Gale sanjala je o mjestu gdje nema problema. Za vrijeme tornada, Dorothy je počela sanjati. Sanjala je da je sa svojim psom Totom sletjela u čarobnu zemlju Oz. Glinda, dobra vještica sa sjevera savjetovala joj je da prati put od žute cigle do Smaragdnog grada, gdje će upoznati Čarobnjaka iz Oza koji će joj pomoći u povratku kući u Kansas. Tijekom putovanja upoznala je strašilo, limenog čovjeka i lava koji su trebali mozak, srce i hrabrost pa su pošli s njom. Također su morali paziti na zlu vješticu sa zapada koja je željela rubin s Dorothyne cipele. Sve se ostvarilo.

## Vanjske poveznice
- Službena stranica (engl.)
- Čarobnjak iz Oza u internetskoj bazi filmova IMDb-a

### Ostali projekti
|  | Zajednički poslužitelj ima još gradiva o temi Čarobnjak iz Oza (1939) |